# Thompson Hill
Der Thompson Hill (englisch; bulgarisch хълм Томпсън wrach Tompsan) ist ein 800 m hoher Hügel auf der Alexander-I.-Insel westlich der Antarktischen Halbinsel. Im Zentrum der Sofia Mountains ragt er 4,34 km nordöstlich des Mount Kliment Ohridski, 8,75 km östlich des Mount Wilbye, 6,93 km südöstlich des Mount Braun, 4,2 km westlich des Vola Ridge, 10,9 km westlich bis nördlich des Lizard-Nunataks und 8,12 km nordwestlich des Shaw-Nunataks auf. Das Nichols-Schneefeld liegt südöstlich, das Poste Valley nordöstlich von ihm.
Britische Wissenschaftler kartierten ihn 1971. Die bulgarischen Geologen Christo Pimpirew und Borislaw Kamenow besuchten die Umgebung am 2. Februar 1988 gemeinsam mit Philip Nell und Peter Marquis vom British Antarctic Survey. Die bulgarische Kommission für Antarktische Geographische Namen benannte ihn 2017 nach einer Ortschaft im Westen Bulgariens, die wiederum nach dem britischen Major Frank Thompson (1920–1944) benannt ist, Leiter einer britischen Mission zum bulgarischen Widerstand im Zweiten Weltkrieg.